# Ка Биондино (Форли-Чезена)
Ка Биондино је насеље у Италији у округу Форли-Чезена, региону Емилија-Ромања.
Према процени из 2011. у насељу је живело 22 становника. Насеље се налази на надморској висини од 95 м.